# Hylaeus hemirhodus
Hylaeus hemirhodus är en biart som beskrevs av Michener 1965. Hylaeus hemirhodus ingår i släktet citronbin, och familjen korttungebin. Inga underarter finns listade i Catalogue of Life.